# Mixomelia
Mixomelia là một chi bướm đêm thuộc họ Erebidae.